# Русское Исламово
 Русское Исламово  — деревня в Зеленодольском районе Татарстана. Входит в состав Кугеевского сельского поселения.

## География
Находится в западной части Татарстана на расстоянии приблизительно 29 км по прямой на юго-запад по прямой от районного центра города Зеленодольск в правобережной части района.

## История
Известна с 1646 года как деревня Исламова.

## Население
Постоянных жителей было в 1782 году- 90 душ мужского пола, в 1949—229, в 1958—105, в 1970 — 40, в 1979 — 25, в 1989 — 6. Постоянное население составляло 4 человека (русские 100 %) в 2002 году, 2 в 2010.

## Известные уроженцы
Пашуков Василий Фёдорович (1923—1978) — советский деятель науки, учёный-историк, доктор исторических наук, профессор. Исследователь истории Марийского края первой половины XX века. Преподаватель, декан историко-филологического факультета, заведующий кафедрой истории КПСС Марийского педагогического института имени Н. К. Крупской (1949—1972), заведующий кафедрами общественных наук, истории КПСС и научного коммунизма Марийского государственного университета (1972—1978). Заслуженный деятель науки Марийской АССР (1973). Участник Великой Отечественной войны. Член ВКП(б) с 1946 года.